# Верхнеколонский
Верхнеколонский — упразднённый хутор в Андроповском районе Ставропольского края. Располагался южнее балки Бутенкова и юго-западнее хутора Нижнеколонского. В настоящее время на его месте находится урочище Верхнеколонское:7.

## История
Основан как немецкое поселение в Александровском (Пятигорском) уезде. Упоминается в «Памятной книжке Ставропольской губернии на 1904 год» как колония Верхняя:6. По сведениям за 1903 год, Верхняя входила в состав земель удельного ведомства, её население составляло 250 человек:6. В списке населённых мест Ставропольской губернии за 1909 год значится как Верхняя Немецкая колония:70. Согласно тому же источнику, последняя числилась в составе Янкульской волости Александровского уезда и насчитывала 20 дворов, 147 жителей, 2 торговых предприятия и 4 пруда:70—71. К северу и северо-востоку от Верхней Немецкой, в верховьях балки Малый Янкуль, располагались ещё две колонии — Средняя Немецкая и Нижняя Немецкая, также относившиеся к названной волости:70.
В списке населённых мест Северо-Кавказского края за 1925 год упоминается как хутор Верхняя Колония в составе Нижне-Колонского сельсовета Курсавского района Ставропольского округа:276. В указанном году здесь было 39 дворов с 232 жителями:277. В «Поселенных итогах переписи 1926 года по Северо-Кавказскому краю» значится как Верхне-Колонский. На момент переписи население хутора составляло 252 человека, из них 245 — украинцы:264.
| Численность населения по годам, чел. | Численность населения по годам, чел. | Численность населения по годам, чел. | Численность населения по годам, чел. |
| 1903                                 | 1909                                 | 1925                                 | 1926                                 |
| ------------------------------------ | ------------------------------------ | ------------------------------------ | ------------------------------------ |
| 250                                  | ↘147                                 | ↗232                                 | ↗252                                 |

В 1929 году на территории хутора образовалась сельскохозяйственная артель (колхоз) им. Куйбышева, основными видами деятельности которой являлись полеводство и животноводство. В сентябре 1950 года колхоз им. Куйбышева объединился с колхозами им. Литвинова и им. Кирова, а в 1954 году вместе с колхозом им. Жданова влился в колхоз им. Ленина.
С августа 1942 года Верхнеколонский находился в оккупации. Освобождён 18 января 1943 года.
Согласно справочнику «Ставропольский край. Административно-территориальное деление на 1 марта 1966 г.», после упразднения Курсавского района (1963 г.) хутор числился в составе Янкульского сельсовета Кочубеевского района:16. По данным издания «История городов и сёл Ставрополья», хутор ликвидирован в 1960-х годах, а его жители переселены в село Янкуль.
Снят с учёта решением Ставропольского краевого совета от 30 марта 1983 г. № 209.